# Dipterocypsela succulenta
Dipterocypsela es un género monotípico de plantas fanerógamas perteneciente a la familia de las asteráceas. Su única especie: Dipterocypsela succulenta, es originaria de Colombia.

## Taxonomía
Dipterocypsela succulenta fue descrita por Sidney Fay Blake y publicado en Journal of the Washington Academy of Sciences 35: 36. 1945.